# Cinema Império
O Cinema Império foi um edifício situada no cruzamento da Alameda Dom Afonso Henriques, nº 35-35D, com a Avenida Almirante Reis, nº 205-205, freguesia de Arroios, Lisboa, Portugal. Foi inaugurado como sala de cinema em 24 de Maio de 1952 e encerrou portas em 1983, sendo atualmente num lugar de culto da Igreja Universal do Reino de Deus. Desenhado por Cassiano Branco, está classificado como imóvel de interesse público, sendo considerado um dos maiores exemplo da arquitetura do Estado Novo. 

## Edifício

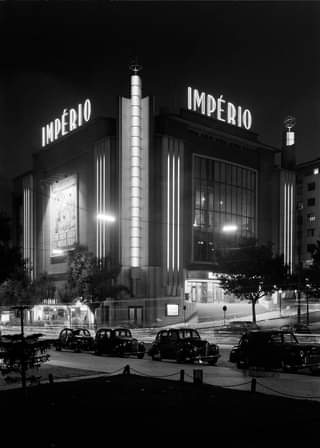
Cinema Império

O Cinema Império foi das mais prestigiadas salas de cinema em Lisboa. Impunha a sua presença, pelo volume e certeira integração urbana. 
Com projeto inicial de Cassiano Branco acabaria por ser terminado por António Varela, Frederico George, Raul Ramalho.
As soluções decorativas foram da autoria de Martins Correia (grupo escultórico) e Luís Dourdil (pintura mural).
É tido como um grande exemplo da arquitetura do Estado Novo e em 1996, o edifício foi classificado como imóvel de interesse público pelo IGESPAR. 
Tem 1.676 lugares que se distribuíem pelas áreas que se encontravam habitualmente nests Catedrais do cinema, dos anos de 1950: plateia, 1º balcão e 2º balcão. 

## Cinema
É inaugurado a 24 Maio de 1952 com o filme "La beauté du diable", 1950, de René Clair.
Os filmes de Ingmar Bergman tinham ali lugar de destaque.  Reposições de Orson Welles, Jean Eustache, "Jules et Jim" de François Truffaut, "Os Canibais" de Liliana Cavani , "Amarcord" e "Julieta dos Espíritos" de Federico Fellini, "A Semente do Diabo" de Roman Polanski, "Os Malditos" de Luchino Visconti, "55 Dias em Pequim" de Nicholas Ray foram alguns dos muitos êxitos que teve. 
Em 1972 abria ao público o Estúdio, a segunda sala, situada no último andar no espaço onde dantes existia o bar do 1º balcão. Passaram para esta sala os filmes mais arrojados e exigentes.

## Música
O Império recebia também espetáculos de música portuguesa e estrangeira.
Dos que visitantes destacaram-se os concertos de Cliff Richard ,  France Gall, The Shadows, Quincy Jones,   Count Basie entre outros.
Na música nacional recebia atuações de alguns dos principais artistas da época como Madalena Iglésias, António Calvário, Simone de Oliveira, entre muitos outros. 
Organiza diversas vezes com a Emissora Nacional o Festival da Canção Portuguesa, incluindo na sua estreia , formato do concurso que preconizou o Festival da Canção. 

Na música clássica teve um papel importante na sobrevivência do Concurso Internacional de Piano Vianna da Motta. Na primeira edição os primeiros prémios foram para Naum Shtarkman  e Gleb Axelrod, ambos de nacionalidade Russa.  Após retirada dos apoios do Ministério da Educação e pressão para o seu encerramento, o organizador e músico Sequeira Costa, encontrou apoio no seu amigo, o Industrial Fernando Seixas, que cedeu o edifício e contrapôs com a sua influnêcia junto do regime, para a realização da 2a e 3a edição. 
Contaram com a presença do Presidente da República  Almirante Américo Tomás, simultaneamente acabaram tendo alguma projeção internacional, após o qual foi retomado o apoio público. No ano seguinte seguiu-se o reconhecimento pela UNESCO (Organização das Nações Unidas para a Educação Ciência e Cultura) . 

## Teatro e Dança
Foi prestigiado pela representação de companhias portuguesas e estrangeiras de teatro e dança. No Teatro nacional, acolheu entre 1961 e 1965 a Companhia de Teatro Moderno de Lisboa com Carmen Dolores, Rui de Carvalho, Armando Cortez, entre outros,  que arriscou ter uma programação de vanguarda que contrastava com a ortodoxia em que se vivia. 
De produção estrangeira destacou-se a representação da peça de teatro "El Retablillo de Don Cristóbal", de Federico Garcia Lorca, integrada no Festival de Teatro. 

## Fecho do Cinema Império
O Cine Império acolhia também o enorme Café com o mesmo nome.  Ainda hoje se mantem, com os seus enormes morais de Luis Dourdil. 
A pianista Carla Seixas e a atriz Leonor Seixas são respectivamente filha e neta de um dos proprietários originais, Carlos Seixas.  
No Cartaz ao longo das décadas, houve uma preponderancia do cinema francófilo que os proprietários procuraram manter até ao fim.  
O Cinema Império encerrou as suas portas a 31 de Dezembro de 1983. 
Em 1992 o edifício foi convertido na Catedral portuguesa da Igreja Universal do Reino de Deus e poupado à demolição como vários dos seus contemporâneos.